# Белогорлая ложнопищуха
Белогорлая ложнопищуха (лат. Cormobates leucophaea) — вид птиц семейства ложнопищуховых.
Эндемик Австралии. Распространён на востоке страны. Живёт в различных лесах с преобладанием эвкалипта.
Тело длиной 14—16,5 см, размах крыльев 19—26 см. Вес тела 17—22 г. Спина и крылья тёмно-серовато-коричневого цвета. Горло и грудь белые. Брюхо и бока пёстрые. Самка имеет коричневое пятно на щеках.
Вид обитает в эвкалиптовых лесах и редколесьях разных типов. Оседлые птицы. Активны днём. Во внебрачный период держатся небольшими группами до 8 птиц. Большую часть дня проводят в поисках пищи. Питаются насекомыми, их личинками, яйцами и другими беспозвоночными, собирая их на стволах, ветвях и под корой деревьев.
Питается преимущественно насекомыми, в основном муравьями, но также в рационе присутствует и нектар.
Моногамные птицы. Сезон размножения длится с августа по декабрь. Гнёзда строят в дуплах. Дно выстилают травой и мхом. В кладке 2—3 кремовых яйца. Инкубация продолжается две недели. О птенцах заботятся оба родителя.